# Samsung Galaxy Watch Active2
Samsung Galaxy Watch Active 2 (стилизованные под Samsung Galaxy Watch Active2) — это умные часы, разработанные Samsung Electronics и работающие под управлением операционной системы Tizen. Объявленный 5 августа 2019 года, Active 2 должен был поступить в продажу в США с 23 сентября 2019 года.
Active 2 был выпущен в двух размерах: 40 мм или 44 мм, а также в двух форматах подключения: Bluetooth или LTE. Версия LTE работает как автономный телефон и позволяет пользователю звонить, отправлять текстовые сообщения, платить и транслировать музыку или видео без смартфона поблизости.
Компания Samsung объявила в рамках перехода от ОС Tizen к ОС Wear от Google, начиная с августа 2022 года. Часы Active 2 перестанут получать обновления программного обеспечения и безопасности, а часы Watch 3 перестанут получать обновления программного обеспечения в 2023 году.

## Характеристики
| Модель               | Galaxy Watch Active 2 | Galaxy Watch Active 2 | Источник    |
| -------------------- | --- | --- | ----------- |
| Вид                  | 40 mm | 44 mm | [ 4 ] [ 5 ] |
| Цвета                | Серебряный, черный, золотой | Серебряный, черный, золотой | [ 4 ] [ 5 ] |
| Дисплей              | 1.2" (30 mm) | 1.4" (34 mm) | [ 4 ] [ 5 ] |
| Разрешение           | 360 x 360 пикселей | 360 x 360 пикселей | [ 4 ] [ 5 ] |
| Номер модели         | SM-R830 | SM-R820 | [ 4 ] [ 5 ] |
| Стекло               | Corning Gorilla Glass DX+ | Corning Gorilla Glass DX+ | [ 4 ] [ 5 ] |
| Процессор            | Exynos 9110 dual core 1.15 GHz | Exynos 9110 dual core 1.15 GHz | [ 4 ] [ 5 ] |
| Операционная система | Tizen (OS 4.0) | Tizen (OS 4.0) | [ 4 ] [ 5 ] |
| Размеры              | 40 mm x 40 mm x 10.9 mm | 44 mm x 44 mm x 10.9 mm | [ 4 ] [ 5 ] |
| Вес                  | 26 грамм | 30 грамм | [ 4 ] [ 5 ] |
| Размер ремешка       | 20 mm | 20 mm | [ 4 ] [ 5 ] |
| Защита от воды       | 5 ATM + IP68 | 5 ATM + IP68 | [ 4 ] [ 5 ] |
| Память               | LTE версия: 1.5 GB RAM + 4 GB внутренней памяти | LTE версия: 1.5 GB RAM + 4 GB внутренней памяти | [ 4 ] [ 5 ] |
| Память               | Bluetooth версия: 768 MB RAM + 4 GB внутренней памяти                                                                                                 | | [ 4 ] [ 5 ] |
| Связь                | - 3G/LTE с eSIM (Galaxy Watch LTE-версия, R825 и R835) - Bluetooth 5.0 - Wi-Fi b/g/n - NFC - A-GPS, GLONASS                                           | - 3G/LTE с eSIM (Galaxy Watch LTE-версия, R825 и R835) - Bluetooth 5.0 - Wi-Fi b/g/n - NFC - A-GPS, GLONASS                                           | [ 4 ] [ 5 ] |
| Датчики              | - МЭМС Акселерометр - МЭМС-гироскоп - МЭМС-барометр - Электрооптический датчик (для контроля сердечного ритма) - Фотодетектор (для рассеянного света) | - МЭМС Акселерометр - МЭМС-гироскоп - МЭМС-барометр - Электрооптический датчик (для контроля сердечного ритма) - Фотодетектор (для рассеянного света) | [ 4 ] [ 5 ] |
| Батарея              | 247 mAh | 340 mAh | [ 4 ] [ 5 ] |